# Rain (The Cult)
Rain è un singolo del gruppo musicale britannico The Cult, pubblicato nel 1985 e secondo singolo estratto dall'album Love.

## Tracce
7"
Testi e musiche di Ian Astbury e Billy Duffy.
1. Rain – 3:55
2. Little Face

12"
Testi e musiche di Ian Astbury e Billy Duffy.
1. Rain – 3:55
2. Little Face
3. (Here Comes The) Rain

## Composizione, promozione e accoglienza
La canzone inizialmente era stata intitolata Sad Rain; il testo è stato ispirato da una danza della pioggia della tribù Hopi e il cantante ha riferito che il significato della canzone riguarda esclusivamente il sesso. Un remix più lungo è stato pubblicato col nome di (Here Comes The) Rain all'interno dell'album The Love Mixes. Ha raggiunto la 17ª posizione nelle classifiche dei singoli inglesi. 

## Classifiche
| Classifica (1985) | Posizione massima |
| ----------------- | ----------------- |
| Regno Unito       | 17                |

## Utilizzo nei media
- Le versioni originale e remix del brano sono state usate nella colonna sonora del film Dèmoni 2... L'incubo ritorna (1986)[5].
- La canzone è stata usata nella colonna sonora del videogioco Grand Theft Auto V (2013).[6]